# Liste der Biografien/Sied
Liste der Biografien |
Portal Biografien |
Personensuche
# |
A |
B |
C |
D |
E |
F |
G |
H |
I |
J |
K |
L |
M |
N |
O |
P |
Q |
R |
S |
T |
U |
V |
W |
X |
Y |
Z |
?
 
Sa |
Sb |
Sc |
Sd |
Se |
Sf |
Sg |
Sh |
Si |
Sj |
Sk |
Sl |
Sm |
Sn |
So |
Sp |
Sq |
Sr |
Ss |
St |
Su |
Sv |
Sw |
Sy |
Sz
 
Sia |
Sib |
Sic |
Sid |
Sie |
Sif |
Sig |
Sih |
Sii |
Sij |
Sik |
Sil |
Sim |
Sin |
Sio |
Sip |
Siq |
Sir |
Sis |
Sit |
Siu |
Siv |
Siw |
Six |
Siy |
Siz
 
Sieb |
Siec |
Sied |
Sief |
Sieg |
Sieh |
Siek |
Siel |
Siem |
Sien |
Siep |
Sier |
Sies |
Siet |
Sieu |
Siev |
Siew |
Siey
Die Liste der Biografien führt alle Personen auf, die in der deutschsprachigen Wikipedia einen Artikel haben. Dieses ist eine Teilliste mit 59 Einträgen von Personen, deren Namen mit den Buchstaben „Sied“ beginnt.

## Sied

### Sieda
- Sieda, Abdulbaset (* 1956), kurdisch-syrischer Politiker
- Siedamgrotzky, Otto A. (1841–1902), deutscher Tierarzt und Hochschullehrer in Dresden sowie Landestierarzt im Königreich Sachsen

### Siede
- Siede, Erich (1943–2023), deutscher Fußballspieler
- Siede, Julius (1825–1903), deutsch-australischer Komponist und Flötist
- Siedeberg, Emily (1873–1968), neuseeländische Ärztin, Anästhesistin, Superintendentin und erste Ärztin in Neuseeland
- Siedek, Peter (1905–1984), österreichischer Bauingenieur für Geotechnik
- Siedek, Viktor (1856–1937), österreichischer Architekt
- Siedel, Annegret (* 1963), deutsche Violinistin
- Siedel, Erhard (1895–1979), deutscher Schauspieler und Theaterregisseur
- Sieden, Julius (1884–1938), deutscher evangelisch-lutherischer Theologe
- Siedenberg, Fritz (1900–1947), deutscher Politiker (DP, NLP), MdL
- Siedenburg, Gustav (* 1813), deutscher Theologe, Pädagoge, Journalist und 1848/49 Mitglied der Mecklenburgischen Abgeordnetenversammlung
- Siedenburg, Ilka (* 1969), deutsche Jazzmusikerin und Musikpädagogin
- Siedentop, Heinz (* 1952), deutscher mathematischer Physiker
- Siedentop, Hermann (1864–1943), deutscher Bildhauer und Lehrer an einer Kunstgewerbeschule
- Siedentop, Larry (1936–2024), US-amerikanischer Politikwissenschaftler, Historiker und Philosoph
- Siedentopf, Fritz (1908–1944), deutscher Kommunist und Widerstandskämpfer gegen das NS-Regime
- Siedentopf, Hedwig (1909–1994), deutsche Widerstandskämpferin gegen den Nationalsozialismus
- Siedentopf, Heinrich (1938–2014), deutscher Rechts- und Verwaltungswissenschaftler
- Siedentopf, Heinrich B. (* 1935), deutscher Klassischer Archäologe
- Siedentopf, Heinrich Friedrich (1906–1963), deutscher Astronom
- Siedentopf, Heinrich Wilhelm (1901–1986), deutscher Gynäkologe
- Siedentopf, Henning (1937–2022), deutscher Musikwissenschaftler und Komponist
- Siedentopf, Henry (1872–1940), deutscher Physiker
- Siedentopf, Horst H. (1941–2017), deutscher Manager und Wirtschaftswissenschaftler
- Siedentopf, Marie Charlotte (1879–1968), deutsche Autorin
- Siedentopf, Paul (1870–1944), deutscher Autor und Verleger und Direktor des Stadtvermessungsamtes in Hannover
- Sieder, Frank (1919–1997), deutscher Verwaltungsbeamter
- Sieder, Josef (* 1918), österreichischer Widerstandskämpfer
- Sieder, Katja (* 1982), deutsche Film-, Fernseh- und Theaterschauspielerin
- Sieder, Kurt (1899–1964), deutscher Theaterintendant und Gründer des Grenzlandtheaters Aachen
- Sieder, Reinhard (* 1950), österreichischer Historiker und Sozialwissenschaftler
- Siedersleben, Martin (1899–1987), deutscher evangelischer Theologe, Suhler Pfarrer, MdV

### Siedh
- Siedhoff, Joost (1926–2022), deutscher SchauspielerJoost Siedhoff (1926–2022)

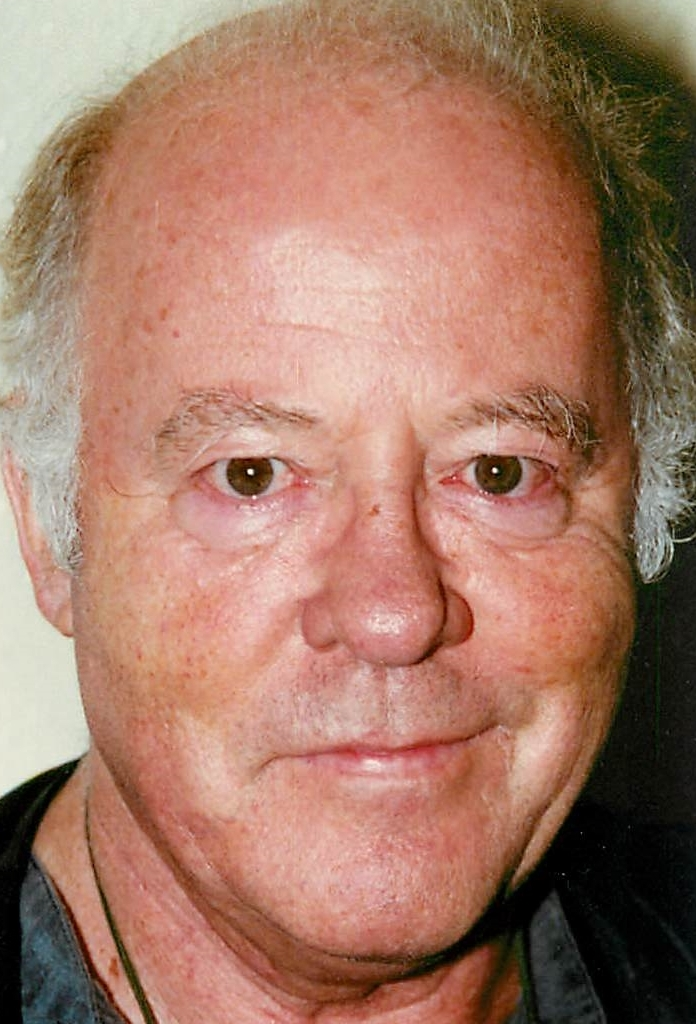
Joost Siedhoff (1926–2022)

- Siedhoff, Richard (* 1987), deutscher Pianist und Komponist
- Siedhoff, Werner (1899–1976), deutscher Schauspieler
- Siedhoff-Buscher, Alma (1899–1944), deutsche Kunsthandwerkerin

### Siedl
- Siedl, Gerhard (1929–1998), deutscher Fußballspieler
- Siedl, Jochen (* 1979), deutscher Musiker und Autor
- Siedl, Julia, österreichische Jazzmusikerin (Piano, Komposition)
- Siedl, Suitbert H. (1923–2006), österreichischer Unbeschuhter Karmelit, Universitätsprofessor und Esperantist
- Siedlaczek, Henryk (* 1956), polnischer Politiker (Platforma Obywatelska), Mitglied des Sejm
- Siedle, Horst (1938–2019), deutscher Unternehmer
- Siedlecki, Michał Marian (1873–1940), polnischer Meeresbiologe
- Siedlecki, Roman (* 1954), polnischer Sprinter
- Siedler, Eduard Jobst (1880–1949), deutscher Architekt
- Siedler, Gerold (* 1933), deutscher physikalischer Ozeanograph
- Siedler, Josef (1913–2005), deutscher Politiker (CDU), MdL
- Siedler, Norbert (* 1982), österreichischer Rennfahrer
- Siedler, Philipp (1877–1965), deutscher Chemiker
- Siedler, Sebastian (* 1978), deutscher Radrennfahrer
- Siedler, Thomas, deutscher Volkswirt
- Siedler, Wolf Jobst (1926–2013), deutscher Verleger und Schriftsteller
- Siedliska, Natalia (* 1995), deutsche Tennisspielerin

### Siedo
- Siedow, Jim (1920–2003), US-amerikanischer Schauspieler und Theaterregisseur

### Sieds
- Siedschlag, Alexander (* 1971), deutscher Politikwissenschaftler und Sicherheitsforscher
- Siedschlag, Stefan (* 1977), deutscher Fußballspieler
- Siedschlag, Tim (* 1987), deutscher Fußballspieler

### Siedz
- Siedzikówna, Danuta (1928–1946), polnische Krankenschwester und WiderstandskämpferinDanuta Siedzikówna (1928–1946)

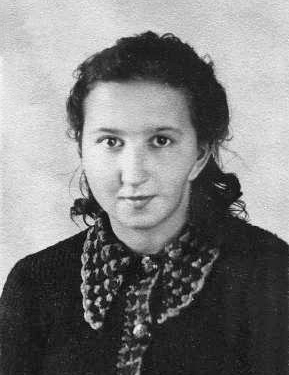
Danuta Siedzikówna (1928–1946)